# Mastaba di Mereruka
La Mastaba di Mereruka è il monumento funerario di Mereruka (o Mereruka Meri), visir al servizio del faraone Teti della VI dinastia egizia.

## Mereruka
Teti salì al trono in giovane età e cercò di agevolare la classe dei nobili con politiche di alleanze; favorendo con concessioni gli uomini a lui più fedeli, fece sì che il potere del suo regno si sminuisse e si avvantaggiasse notevolmente la classe agiata. Seguendo questa politica egli diede la figlia primogenita Sesheshet Waatetkhethor in sposa a uno dei suoi funzionari più in vista, Mereruka; questi, già nominato visir, divenne il personaggio più potente dopo il faraone e ottenne in seguito anche il titolo di Capo dei sacerdoti della piramide di Teti, Governatore del Palazzo e Sovrintendente degli scribi del Registro reale. Mereruka, grazie alla benevolenza del sovrano e ai suoi favori, riuscì a diventare ricco e potente accumulando ricchezze tali da consentirgli di costruire una grande tomba per sé e la propria famiglia, degna di un personaggio così influente alla corte del faraone.

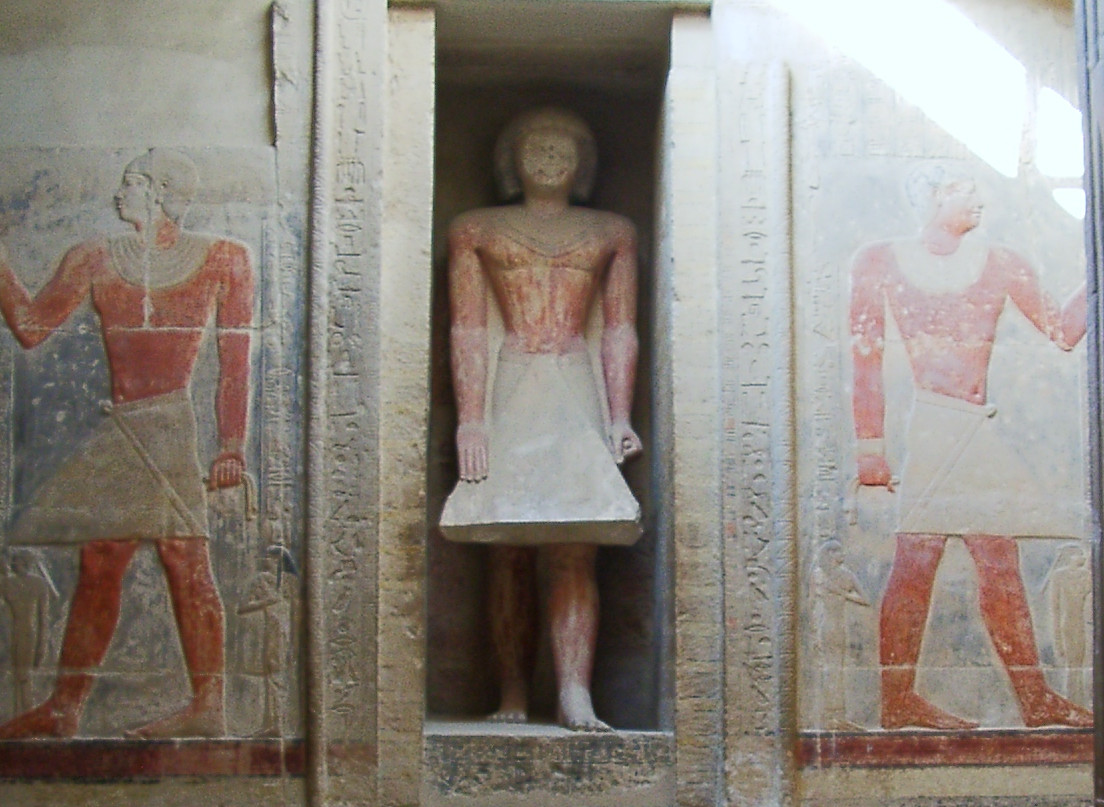
Falsa porta con statua di Mereruka

## La mastaba
Scoperta nel 1893 dall'archeologo francese Jacques de Morgan, la mastaba si trova nella parte settentrionale del sito di Saqqara, vicino alla piramide del faraone Teti. Questa grande e complessa mastaba è, insieme a quella di Ti, una delle più belle e meglio conservate di tutto il sito.
La tomba è costituita in totale da 32 stanze, di cui 16 decorate; di grandi dimensioni, misura 23 metri per 41 e fanno parte della stessa altre due sezioni, una per la moglie Sesheshet Waatetkhethor e una per il figlio Meriteti. Data la complessità della costruzione si può ipotizzare che la mastaba fosse una riproduzione dell'abitazione di Mereruka, con il quartiere destinato al capofamiglia, quello alla moglie e altri ai figli.
Alla mastaba si accede da un vestibolo dove Mereruka è rappresentato, con la moglie, in atto di pescare e cacciare uccelli con un giavellotto; altri uomini catturano degli ippopotami con degli arpioni. L'atrio prosegue con una serie di corridoi, sempre decorati con scene di caccia e con raffigurazioni del lavoro degli artigiani: orefici, scalpellini, falegnami. Singolare è la rappresentazione di una stanza, forse l'ufficio del visir, dove alcuni contadini sono sottoposti a punizione per non aver pagato le tasse.
Si passa quindi alla zona centrale della tomba dove, in un cortile, è presente una falsa porta. Segue la grande sala delle offerte con sei pilastri dipinti con colorazioni simili al granito e decorati con diverse immagini del defunto. Un'altra falsa porta ospita una statua di Mereruka che procede verso il mondo dei vivi nell'atto di ricevere le offerte che venivano deposte su di un piano davanti a lui. Tra i pilastri è presente un anello in pietra a cui venivano legati gli animali destinati a essere offerti al Ka del defunto. Sulle pareti della sala sono rappresentate scene della processione funebre di Mereruka, con il sarcofago che viene portato verso la barca, il passaggio sull'imbarcazione e quindi i portatori che si avviano verso la tomba cantando versi che sono riportati sulla parete sopra di loro.
Dalla sala delle offerte si passa da un lato ai diversi magazzini, mentre dal fondo, vicino alla falsa porta, si apre la tomba del figlio Meriteti; qui le decorazioni, seppur notevoli, sono di fattura inferiore, per realismo e creatività, rispetto al resto della mastaba. Alla tomba della moglie Sesheshet Waatetkhethor si accede da un lato del vestibolo; nella prima stanza si notano raffigurazioni di scene in una fattoria, con bestiame al pascolo e la mungitura; nel locale attiguo è presente un serdab; accanto, in un'altra stanza, vi sono scene di offerte e di danzatori che si susseguono fino alla cappella.